# Kreuzstraßenviertel

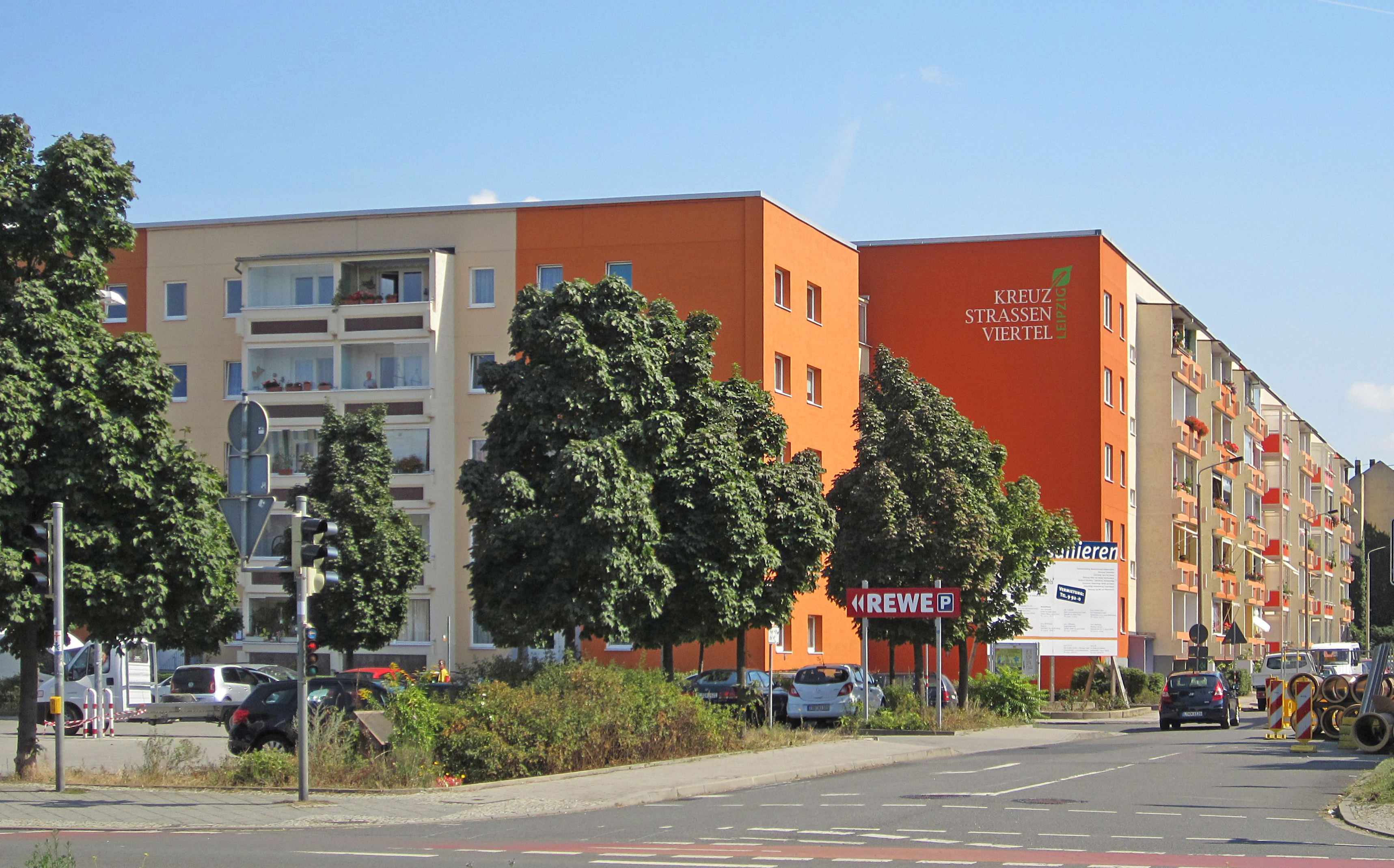
Kreuzstraßenviertel (2013)

Das Kreuzstraßenviertel ist ein Wohnquartier im Leipziger Osten. Es wurde mit fünfgeschossigen Plattenbauten errichtet und war das erste innerstädtische Plattenbauviertel der Stadt, benannt nach der Kreuzstraße.

## Lage und Beschreibung
Das Kreuzstraßenviertel liegt im Ortsteil Neustadt-Neuschönefeld auf der ehemals Reudnitzer Flur. Es wird im Westen begrenzt von der Ludwig-Erhard-Straße (B 2), im Süden von der Dresdner und im Nordosten von der Kohlgartenstraße. Es besitzt eine Fläche von etwa 14 Hektar.
In über 20 Blöcken befinden sich mehr als 1000 Wohnungen. Die fünfgeschossigen Blöcke sind zu Gevierten angeordnet, die quasi Innenhöfe umschließen, welche öffentlich begehbar sind und Spielplätze und Grünanlagen enthalten.

## Geschichte

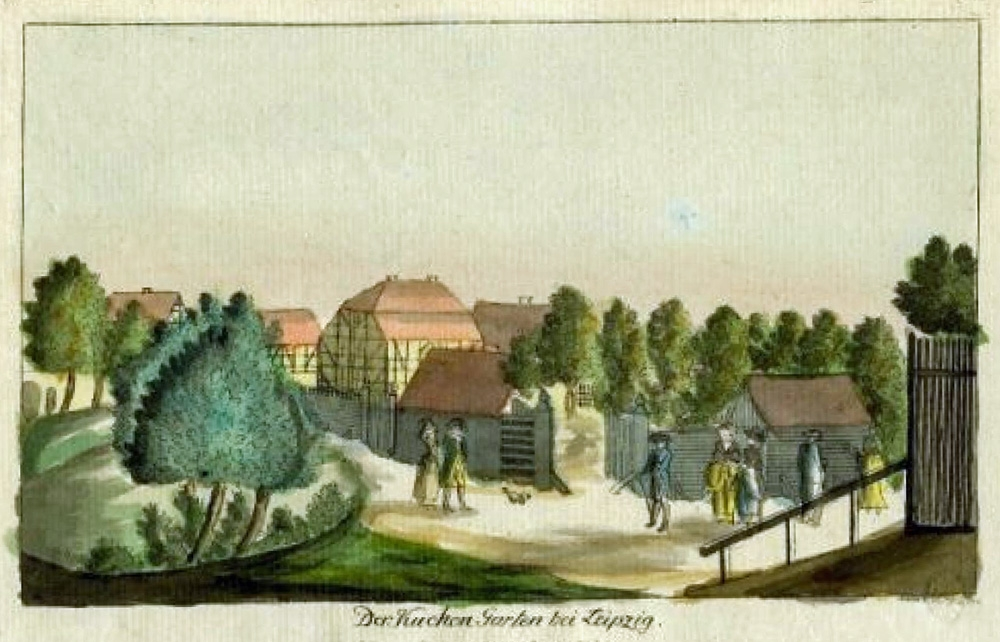
Der Kuchengarten in Reudnitz bei Leipzig, 1788

Das Gebiet war ehemals ein vorwiegend landwirtschaftlich genutztes Gebiet („Kohlgärten“) zwischen der Ostvorstadt und dem Dorf Reudnitz. Etwa ein Jahrhundert lang von 1755 bis 1862 befand sich zwischen der Kreuzstraße und der Kohlgartenstraße der berühmte Große Kuchengarten, die heutige Kuchengartenstraße erinnert daran. Das Terrain des Kuchengartens wurde 1861 von Albert Henry Payne (1812–1902) aufgekauft und 1875 die für weitere Bebauung parzelliert. Das war der Startschuss für die Entwicklung zu einem Wohngebiet der Gründerzeit, das auch mit einigen Fabriken durchsetzt war und strukturell zum
Graphischen Viertel gehörte. Nach teilweisen Zerstörungen im Zweiten Weltkrieg und desolatem Zustand der noch vorhandenen Bausubstanz entschloss man sich Ende der 1970er Jahre zum flächenhaften Abriss, von dem etwa 100 Wohngebäude betroffen waren. Von 1981 bis 1985 entstanden die Neubauten des Typs WBS 70.
Nach 1990 übernahm die Leipziger Wohnungs- und Baugesellschaft (LWB) die Bewirtschaftung und Verwaltung der Gebäude. Nach über zwanzigjähriger Nutzung wurde 2008 eine umfassende Sanierung beschlossen, die von 2010 bis 2017 umgesetzt wurde. Um den Mietpreis nicht zu steigern, wurde auf eine teure Komplettsanierung verzichtet und stattdessen auf eine energetische Sanierung gesetzt mit der Absicht, die höhere Kaltmiete nach dem Umbau durch geringere Mietnebenkosten über die Energieeinsparung zu kompensieren. Der Endenergieverbrauch pro m² wurde von 103 kWh/a auf 78 kWh/a gesenkt.
In der Kreuzstraße Nr. 29 wohnte und starb die Schriftstellerin und Frauenrechtlerin Louise Otto-Peters (1819–1895). Das Haus existiert nicht mehr. An dieser Stelle, heute am Rande eines Supermarkt-Parkplatzes gelegen, steht ein unauffälliger Gedenkstein.